# Галицький фаховий коледж імені В'ячеслава Чорновола
Галицький фаховий коледж імені В'ячеслава Чорновола — вищий навчальний заклад I—II рівнів акредитаці у Тернополі. Має ім'я українського політичного та громадського діяча В'ячеслава Чорновола.

## Історія
1992 — заснований на базі міського міжшкільного навчально-виробничого комбінату як технічний ліцей.
1995 — реорганізований у ліцей, від 1997 — має нинішній статус.
2007 — присвоєно ім'я В'ячеслава Чорновола.
2014 — спільно з міським управлінням освіти і науки започаткував реалізацію стратегії профільного та допрофільного навчання в місті Тернополі за такими напрямами: технологічний (комп'ютерні технології), філологічний (українська філологія, журналістика), суспільно-гуманітарний (правовий, економічний), природничо-математичний (туристичний) та художньо-естетичний (дизайн, перукарське мистецтво та візаж). Для кожного з профілів розроблені програми факультативів. До коледжу приймаються випускники 9 та 11 класів із терміном навчання 4 та 3 роки.

## Про коледж
У коледжі навчається близько 1500 студентів і працює 200 викладачів. Є 3 навчальні корпуси, 9 комп'ютерних лабораторій, електронна бібліотека, редакційно-видавничий відділ.

### Підрозділи
- Навчально-методичний відділ
- Виховний відділ
- Відділ професійно-технічної освіти
- Гімназія «Гармонія» [Архівовано 2 квітня 2015 у Wayback Machine.]
- Відділення комп'ютерних та видавничих технологій
- Відділення економіки та туризму
- Відділення дизайну
- Юридичне відділення

### Спеціальності
- Відділ ПТО — «Кухар, бармен, офіціант», «Слюсар з ремонту автомобілів, водій категорії „В“, „С1“»
- Ресторанне обслуговування
- Туристичне обслуговування
- Економіка підприємства. Фінанси і кредит
- Обслуговування програмних систем і комплексів
- Видавнича справа та редагування
- Правознавство
- Дизайн
- Перукарське мистецтво та декоративна косметика
- Моделювання та конструювання промислових виробів
- Геодезія та землеустрій

## Студентське життя

### Студентська рада
РаСК (Рада студентів коледжу) — це орган студентського самоврядування коледжу. Основне завдання РаСК — захист, представництво та реалізація прав та інтересів студентства, розвиток його потенціалу через залучення до процесу прийняття рішень та реалізації ініціатив кожного студента коледжу.

### Гуртки
На базі навчального закладу працюють такі гуртки:
- народний театр «Багато галасу» (створений у 1999 році, керівник Складан Ірина Богданівна, актриса Тернопільського академічного обласного українського драматичного театру ім. Т. Шевченка, викладач кафедри театрального мистецтва ТНПУ ім. В. Гнатюка)
- тріо «Ліра» (керівник Мищій В. В.)
- вокальний ансамбль «Співаночка» (керівник Мищій В. В.)
- танцювальні гурти «Вояж» і «Терноцвіт» (керівник Рябущиць В. В.)
- гурток військово-патріотичного спрямування (керівник Олещук О. Б.)
- гурток читців-декламаторів «Рідне слово» (керівник Парило О. О.)

Студентки 3 і 4 курсів здобули переможні дипломи на VI Всеукраїнського (XVI Всекримського) конкурсі учнівської та студентської творчості імені Марії Фішер-Слиж, присвяченому Лесі Українці. 
З 2018 року в коледжі проходять Нобелівські читання. 